# Th' Legendary Shack Shakers

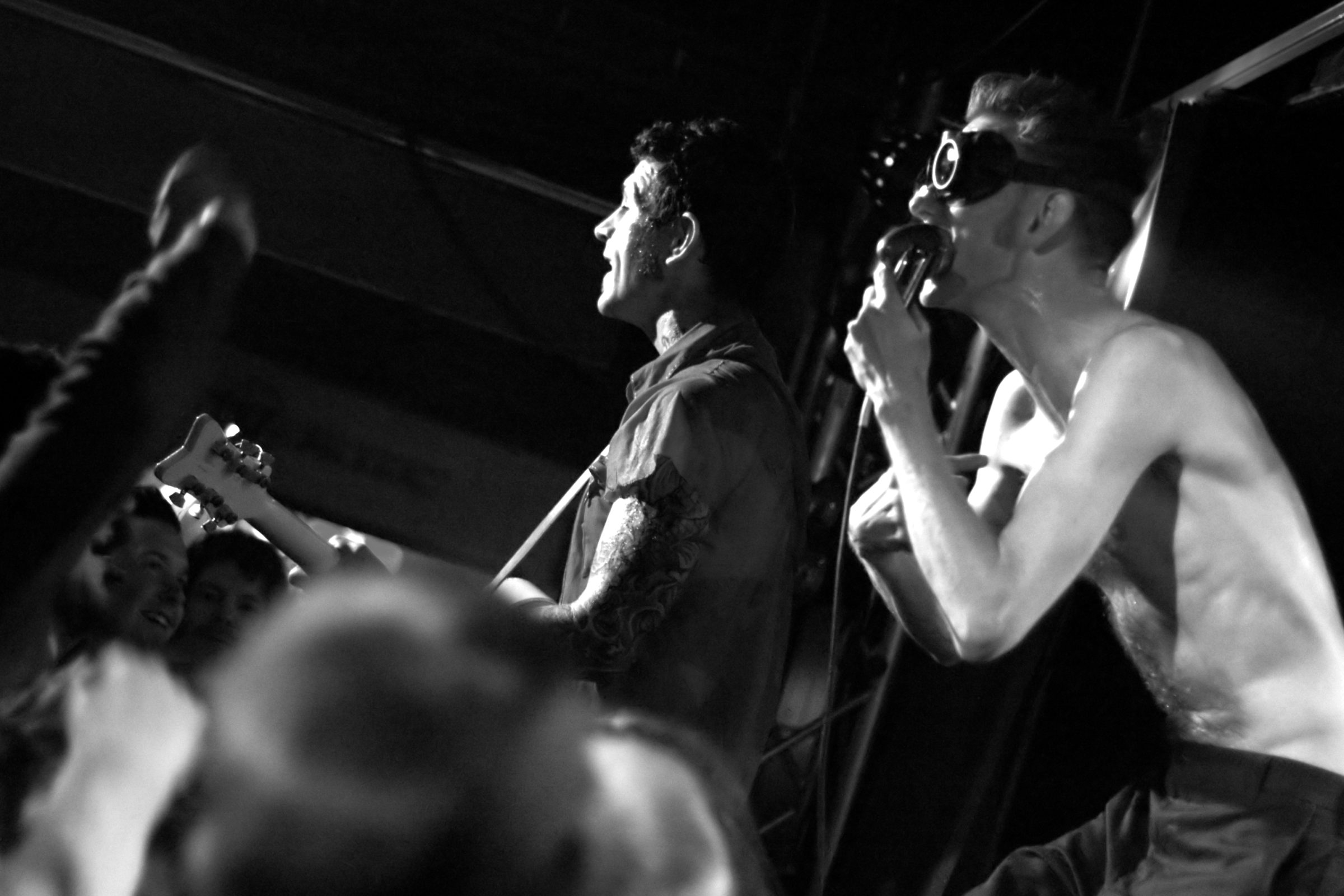
David Lee and Col. J.D. Wilkes, live in 2005

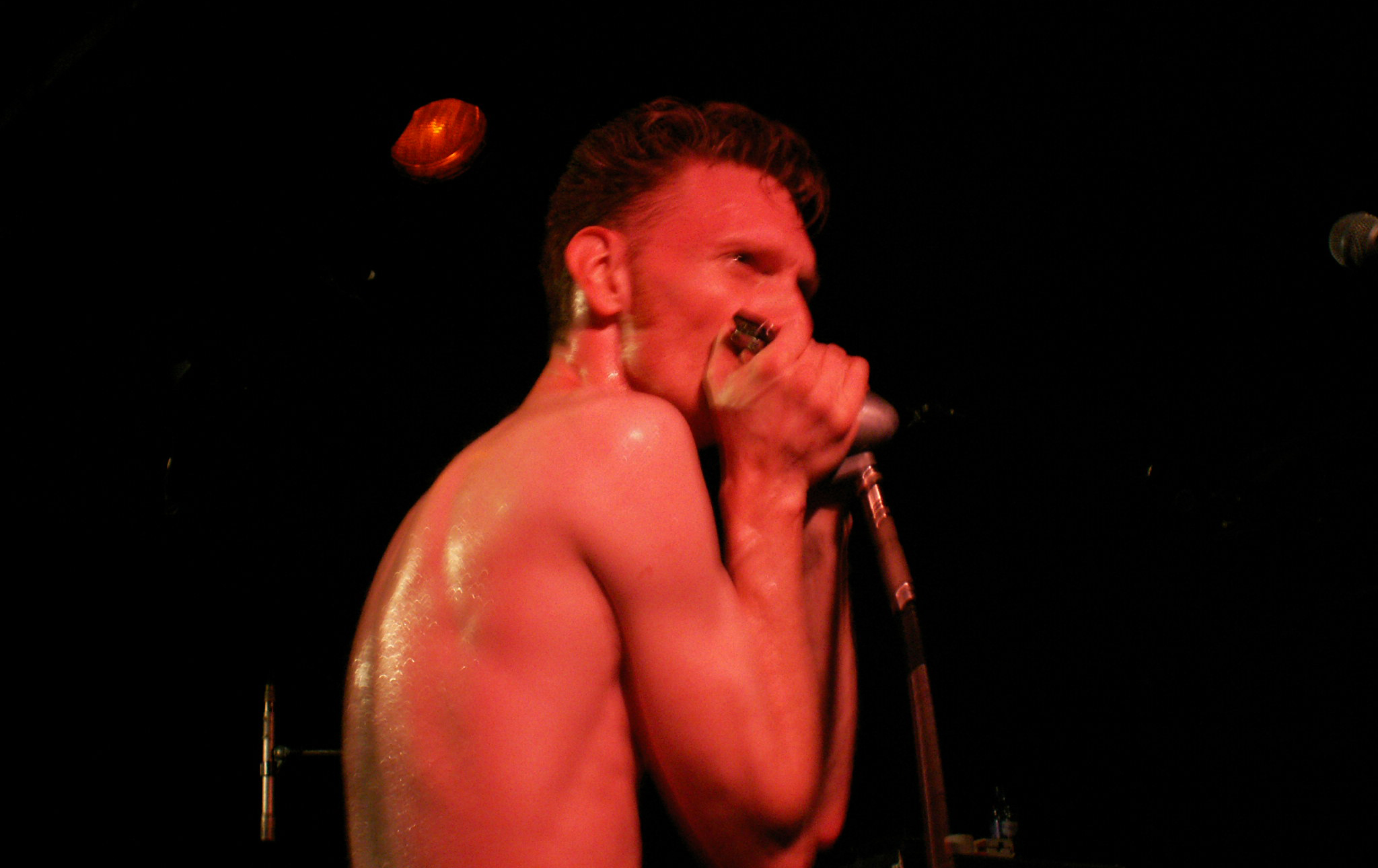
Th' Legendary Shack Shakers en concert à Paris en 2006

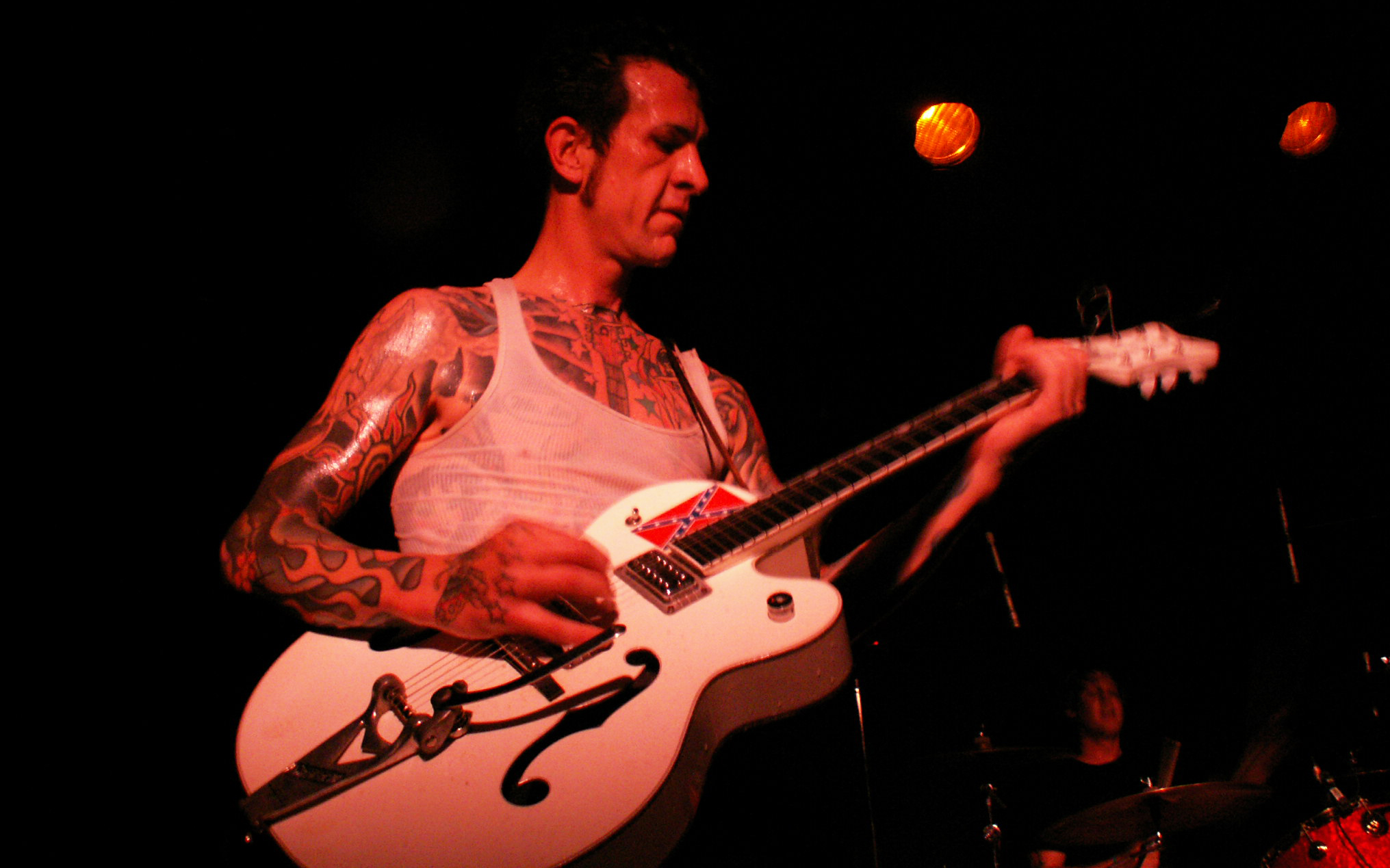
Th' Legendary Shack Shakers en concert à Paris en mai 2006

Th' Legendary Shack Shakers est un groupe de rock américain qui mélange et s'inspire de différents styles musicaux comme le punk, la polka, le Delta blues, hillbilly (musique folk originaire des montagnes du sud des États-Unis). Le groupe s'est formé à Nashville, au milieu des années 1990. Le membre fondateur Col. J.D. Wilkes est le chanteur du groupe et joue également de l'harmonica. Ses cabrioles sur scène ont fait que la critique l'ai comparé à Iggy Pop
Ils se sont produits régulièrement au Printemps de Bourges depuis leur création
L'ancien Jesus Lizard Duane Denison est actuellement leur guitariste attitré.

## Discographie
- Hunkerdown (Spinout, 1998)
- Cock-A-Doodle-Dont (Bloodshot, 2003)
- Believe (YepRoc, 2004)
- Pandelirium (YepRoc, 2006)
- Swampblood (YepRoc, 2007)
- Agridustrial (2010)

## Lien externe

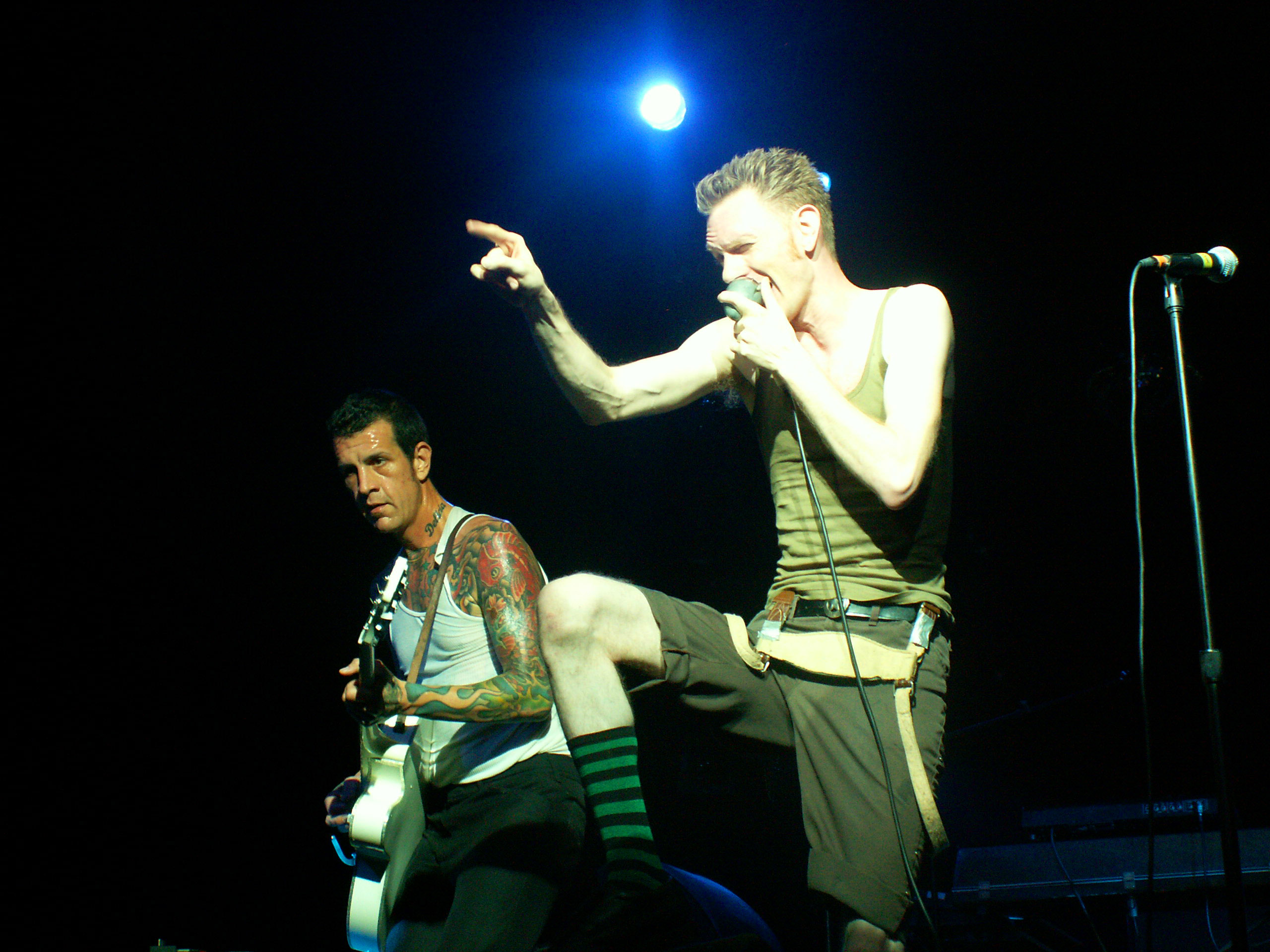
Th' Legendary Shack Shakers en concert à Bordeaux 2005 en première partie de Robert Plant.